# Riells i Viabrea
Riells i Viabrea è un comune spagnolo di 2 264 abitanti situato nella comunità autonoma della Catalogna.